# Marek Jabłoński
Marek Jabłoński ps. „MaroMaro” (ur. 1991 w Łodzi) – polski muzyk sesyjny, gitarzysta, kompozytor i producent muzyczny, youtuber. Od 2016 gitarzysta Czerwonych Gitar. Nagrał 5 solowych płyt z muzyką instrumentalną. Jego pseudonim artystyczny to „MaroMaro”. Z Czerwonymi Gitarami nagrał dotychczas 4 piosenki. W 2019 nawiązał współpracę z Popkiem.

## Kariera
Działalność muzyczną rozpoczął w 2012 roku płytą pt. „The Inter-Galactic Jaunt”, W 2013 wydał kolejną płytę „Fairytales & Lullabies”, a w 2014 płytę „Lost Tapes From Chernobyl”. W 2016 roku dołączył do zespołu Czerwone Gitary z którymi nagrał dotychczas 4 piosenki: Wspominam białe Święta, Raz do roku, Rock&Roll i pastorałkę Magiczny Czas. W 2019 wydał z Popkiem kolejną płytę solową pt. „Czarna wołga”. W 2015 roku wraz z zespołem Smoków Nie Ma wydał debiutancki album EP „Pierwsze wejście smoka”. W grudniu 2015 roku rozpoczął współpracę z DJ-em i producentem muzycznym Robertem M przy rockowym projekcie Franko ft. Paweł Rak. W pierwszych singlach z tego projektu (Szczęśliwy Żyj i Nieszczęśliwa Miłość) skomponował partie gitarowe. Dzięki popularnym coverom na portalu youtube, Marek nawiązał współpracę z producentem Matheo i od tamtej pory stale tworzą kolejne projekty. W 2016 roku udzielił wsparcia projektowi Franko przy nagraniu płyty Smutne dzieci.

## Dyskografia
| Rok  | Dane dot. albumu                                                                                             | Pozycja na liście |
| Rok  | Dane dot. albumu                                                                                             | POL               |
| ---- | --- | ----------------- |
| 2012 | The Inter-Galactic Jaunt - Data: 26 sierpnia 2012 - Format: CD, digital download                             | –                 |
| 2013 | Fairytales & Lullabies - Data: 7 sierpnia 2013 - Wydawca: Maromaro - Format: CD, digital download            | –                 |
| 2014 | Lost Tapes From Chernobyl - Data: 10 lipca 2014 - Wydawca: Massiv Frog Studio - Format: CD, digital download | –                 |
| 2019 | Czarna wołga (oraz Popek) - Data: 14 czerwca 2019 - Wydawca: Step Hurt - Format: CD, digital download        | 10                |
| 2022 | what remains - Data: 5 maja 2022 - Wydawca: Maromaro - Format: CD, digital download                          |                   |
| 2023 | I - Data: 15 cze 2023 - Wydawca: Maromaro - Format: digital download                                         |                   |